# NGC 3305
NGC 3305 é uma galáxia elíptica (E) localizada na direcção da constelação de Hydra. Possui uma declinação de -27° 09' 44" e uma ascensão recta de 10 horas, 36 minutos e 11,7 segundos.
A galáxia NGC 3305 foi descoberta em 24 de Março de 1835 por John Herschel.